# Sjeng Schalken
Sjeng Schalken (Weert, 8 september 1976) is een voormalig Nederlands proftennisser.

## Carrière
Schalken trad in 1994 toe tot het profcircuit. Van 1996 tot 2006 maakte hij deel uit van het Nederlands Davis Cup-team, en stond op 21 april 2003 elfde op de ATP-wereldranglijst, hetgeen zijn hoogste positie ooit was.

### Wimbledon
Op het gras van Wimbledon wist Schalken drie keer op rij de kwartfinales te halen, namelijk in 2002, 2003 en 2004.
In 2002 kwam Schalken het dichtst bij de halve finales, maar de toenmalige nummer een van de wereld Lleyton Hewitt - de latere toernooiwinnaar - wist de Nederlander in een thriller te verslaan: 6-2 6-2 6-7 1-6 7-5.
In 2003 versloeg Schalken top-10 speler Rainer Schüttler nog in de vierde ronde, maar in de kwartfinales stuitte hij op Roger Federer, die dat jaar de eerste van zijn 5 opeenvolgende Wimbledon-titels zou binnenslepen. Schalken ging met 6-3 6-4 6-4 onderuit tegen de Zwitser.
In het laatste optreden van Schalken op Wimbledon - in 2004 - was het nummer 2 van de wereld Andy Roddick die te sterk was in de kwartfinales (7-6 7-6 6-3).

### Pensioen
Op 29 maart 2007 maakte Schalken bekend te stoppen met proftennis. Lichamelijke ongemakken als de ziekte van Pfeiffer, een hernia en een achillespeesblessure maakten een terugkeer op het hoogste niveau moeilijk. Hij won tijdens zijn carrière als proftennisser negen ATP-titels in het enkelspel en zes in het dubbelspel. Sjeng Schalken was lang de enige speler die zijn eerste vijf ATP finales heeft gewonnen. In 2009 lukte dat ook Juan Martín del Potro. Na zijn tenniscarrière begon hij zijn eigen kledinglijn, Sjeng Sports genaamd.

## Privéleven
Hij is getrouwd en heeft twee dochters.

## Palmares
| Legenda                       | Legenda               |
| ----------------------------- | --------------------- |
| Grand Slam                    |                       |
| Olympische Spelen             |                       |
| tot 2009                      | vanaf 2009            |
| Tennis Masters Cup            | ATP Finals            |
| ATP Masters Series            | ATP Tour Masters 1000 |
| ATP International Series Gold | ATP Tour 500          |
| ATP International Series      | ATP Tour 250          |

### Enkelspel
| Nr.                  | Datum             | Toernooi            | Ondergrond    | Tegenstander in finale | Score                   | Details |
| -------------------- | ----------------- | ------------------- | ------------- | ---------------------- | ----------------------- | ------- |
| Gewonnen finales     |                   |                     |               |                        |                         |         |
| 1.                   | 2 oktober 1995    | ATP Valencia        | Gravel        | Gilbert Schaller       | 6-4, 6-2                | Details |
| 2.                   | 8 januari 1996    | ATP Jakarta         | Hardcourt     | Younes El Aynaoui      | 6-3, 6-2                | Details |
| 3.                   | 18 augustus 1997  | ATP Boston          | Hardcourt     | Marcelo Ríos           | 7-5, 6-3                | Details |
| 4.                   | 11 januari 1999   | ATP Auckland        | Hardcourt     | Tommy Haas             | 6-4, 6-4                | Details |
| 5.                   | 9 oktober 2000    | ATP Tokio           | Hardcourt     | Nicolás Lapentti       | 6-4, 3-6, 6-1           | Details |
| 6.                   | 22 oktober 2001   | ATP Stockholm       | Hardcourt (i) | Jarkko Nieminen        | 3-6, 6-3, 6-3, 4-6, 6-3 | Details |
| 7.                   | 17 juni 2002      | ATP Rosmalen        | Gras          | Arnaud Clément         | 3-6, 6-3, 6-2           | Details |
| 8.                   | 16 juni 2003      | ATP Rosmalen        | Gras          | Arnaud Clément         | 6-3, 6-4                | Details |
| 9.                   | 8 september 2003  | ATP Costa do Sauipe | Gravel        | Rainer Schüttler       | 6-2, 6-4                | Details |
| Verloren finales     |                   |                     |               |                        |                         |         |
| 1.                   | 16 oktober 2000   | ATP Shanghai        | Hardcourt     | Magnus Norman          | 4-6, 6-4, 3-6           | Details |
| 2.                   | 13 augustus 2001  | ATP Washington      | Hardcourt     | Andy Roddick           | 2-6, 3-6                | Details |
| 3.                   | 20 september 2002 | ATP Moskou          | Tapijt (i)    | Paul-Henri Mathieu     | 6-4, 2-6, 0-6           | Details |
| Gewonnen challengers |                   |                     |               |                        |                         |         |
| 1.                   | 23 oktober 1994   | Guayaquil           | Gravel        | Christian Ruud         | 6-1, 6-4                |         |
| 2.                   | 23 april 1995     | Monte Carlo         | Gravel        | Frederik Fetterlein    | 6-3, 6-4                |         |
| 3.                   | 25 mei 2003       | Praag               | Gravel        | Albert Montañés        | 1-6, 6-1, 6-4           |         |

### Dubbelspel
| Nr.                           | Datum             | Toernooi        | Ondergrond | Partner         | Tegenstanders in finale               | Score         | Details |
| ----------------------------- | ----------------- | --------------- | ---------- | --------------- | ------------------------------------- | ------------- | ------- |
| Gewonnen finales heren dubbel |                   |                 |            |                 |                                       |               |         |
| 1.                            | 24 juli 1995      | ATP Amsterdam   | Gravel     | Marcelo Ríos    | Wayne Arthurs Neil Broad              | 7-6, 6-2      | Details |
| 2.                            | 2 augustus 1999   | ATP Amsterdam   | Gravel     | Paul Haarhuis   | Devin Bowen Eyal Ran                  | 6-3, 6-2      | Details |
| 3.                            | 16 oktober 2000   | ATP Shanghai    | Hardcourt  | Paul Haarhuis   | Petr Pála Pavel Vízner                | 6-2, 3-6, 6-4 | Details |
| 4.                            | 29 januari 2001   | ATP Milaan      | Tapijt     | Paul Haarhuis   | Johan Landsberg Tom Vanhoudt          | 7-6, 7-6      | Details |
| 5.                            | 18 juni 2001      | ATP Rosmalen    | Gras       | Paul Haarhuis   | Martin Damm Cyril Suk                 | 6-4, 6-4      | Details |
| 6.                            | 16 juli 2001      | ATP Amsterdam   | Gravel     | Paul Haarhuis   | Àlex Corretja Luis Lobo               | 6-4, 6-2      | Details |
| Verloren finales heren dubbel |                   |                 |            |                 |                                       |               |         |
| 1.                            | 14 september 1998 | ATP Tasjkent    | Hardcourt  | Kenneth Carlsen | Stefano Pescosolido Laurence Tieleman | 4-6, 6-7      | Details |
| 2.                            | 5 maart 2001      | ATP Scottsdale  | Hardcourt  | Marcelo Ríos    | Donald Johnson Jared Palmer           | 6-7, 2-6      | Details |
| 3.                            | 28 juli 2003      | ATP Los Angeles | Hardcourt  | Joshua Eagle    | Jan-Michael Gambill Travis Parrott    | 4-6, 6-3, 5-7 | Details |

## Prestatietabel
| Legenda | Legenda                          |
| ------- | -------------------------------- |
| g.t.    | geen toernooi gehouden           |
| l.c.    | lagere categorie                 |
| –       | niet deelgenomen                 |
| G       | uitgeschakeld in de groepsfase   |
| 1R      | uitgeschakeld in de eerste ronde |
| 2R      | uitgeschakeld in de tweede ronde |
| 3R      | uitgeschakeld in de derde ronde  |
| 4R      | uitgeschakeld in de vierde ronde |
| KF      | uitgeschakeld in de kwartfinale  |
| HF      | uitgeschakeld in de halve finale |
| F       | de finale verloren               |
| W       | het toernooi gewonnen            |
| w-v     | winst/verlies-balans             |

### Prestatietabel enkelspel
| Grandslamtoernooien                                     |                  |                  |                  |                  |                  |                  |                  |                  |                  |                  |                  |                  |                      |                      |                      |
| Australian Open                                         | –                | –                | 1R               | 2R               | 1R               | 2R               | 2R               | 1R               | 1R               | 2R               | 4R               | 1R               | 0 / 10               | 6-10                 |                      |
| Roland Garros                                           | –                | –                | 2R               | 1R               | 1R               | 3R               | 1R               | 2R               | 3R               | 3R               | –                | –                | 0 / 8                | 8-8                  |                      |
| Wimbledon                                               | –                | 1R               | 1R               | 1R               | 1R               | 3R               | 3R               | 3R               | KF               | KF               | KF               | –                | 0 / 10               | 18-10                |                      |
| US Open                                                 | –                | 1R               | 3R               | 2R               | 1R               | 1R               | 3R               | 3R               | HF               | KF               | –                | –                | 0 / 9                | 16-9                 |                      |
| Winst-verlies                                           | 0-0              | 0-2              | 3-4              | 1-4              | 0-4              | 5-4              | 5-4              | 5-4              | 11-4             | 11-4             | 7-2              | 0-1              | 0 / 37               | 48-37                |                      |
| Super 9 / Tennis Masters Series / ATP Masters Series    |                  |                  |                  |                  |                  |                  |                  |                  |                  |                  |                  |                  |                      |                      |                      |
| Indian Wells                                            | –                | –                | 2R               | 2R               | –                | 3R               | KF               | 2R               | 1R               | 2R               | 2R               | –                | 0 / 8                | 9-8                  |                      |
| Miami                                                   | –                | –                | 2R               | 1R               | –                | 2R               | 2R               | 1R               | 2R               | 4R               | 2R               | –                | 0 / 8                | 5-8                  |                      |
| Monte Carlo                                             | –                | –                | KF               | 1R               | 1R               | 1R               | 3R               | KF               | 1R               | 3R               | 1R               | –                | 0 / 9                | 10-9                 |                      |
| Rome                                                    | –                | –                | 2R               | –                | 2R               | –                | 1R               | 1R               | 1R               | 1R               | 2R               | –                | 0 / 7                | 3-7                  |                      |
| Hamburg                                                 | –                | –                | 1R               | 2R               | 2R               | 2R               | 2R               | 1R               | 2R               | –                | 1R               | –                | 0 / 8                | 5-8                  |                      |
| Montréal/Toronto                                        | –                | –                | 1R               | –                | 1R               | –                | 1R               | 1R               | 2R               | 1R               | –                | –                | 0 / 6                | 1-6                  |                      |
| Cincinnati                                              | –                | –                | –                | 2R               | 1R               | 1R               | 2R               | 2R               | 2R               | 2R               | 2R               | –                | 0 / 8                | 6-8                  |                      |
| Stuttgart/Madrid                                        | –                | –                | –                | 1R               | 1R               | 3R               | KF               | 2R               | 2R               | –                | 1R               | –                | 0 / 7                | 5-7                  |                      |
| Parijs                                                  | –                | –                | –                | 1R               | –                | 3R               | –                | KF               | 3R               | 2R               | –                | –                | 0 / 5                | 6-5                  |                      |
| Winst-verlies                                           | 0-0              | 0-0              | 6-6              | 3-7              | 2-6              | 8-7              | 10-8             | 9-9              | 4-9              | 6-7              | 2-7              | 0-0              | 0 / 66               | 50-66                |                      |
| ATP Championship Series / ATP International Series Gold |                  |                  |                  |                  |                  |                  |                  |                  |                  |                  |                  |                  |                      |                      |                      |
| Rotterdam                                               | lagere categorie | lagere categorie | lagere categorie | lagere categorie | lagere categorie | –                | 1R               | 2R               | 1R               | KF               | 2R               | 2R               | 0 / 6                | 5-6                  |                      |
| Memphis                                                 | –                | –                | –                | 1R               | 3R               | –                | –                | –                | –                | –                | –                | –                | 0 / 2                | 1-2                  |                      |
| Barcelona                                               | –                | –                | 2R               | 1R               | 1R               | –                | 1R               | –                | –                | –                | –                | –                | 0 / 4                | 1-4                  |                      |
| Dubai                                                   | lagere categorie | lagere categorie | lagere categorie | lagere categorie | lagere categorie | lagere categorie | lagere categorie | –                | 2R               | KF               | KF               | –                | 0 / 3                | 5-3                  |                      |
| Philadelphia                                            | –                | –                | –                | HF               | KF               | geen toernooi    | geen toernooi    | geen toernooi    | geen toernooi    | geen toernooi    | geen toernooi    | geen toernooi    | 0 / 2                | 5-2                  |                      |
| New Haven                                               | –                | –                | 1R               | 1R               | –                | lagere categorie | lagere categorie | lagere categorie | lagere categorie | lagere categorie | lagere categorie | lagere categorie | 0 / 2                | 0-2                  |                      |
| Washington                                              | –                | –                | –                | –                | 2R               | –                | –                | F                | 3R               | lagere categorie | lagere categorie | lagere categorie | 0 / 3                | 5-3                  |                      |
| Indianapolis                                            | –                | –                | –                | –                | –                | 2R               | 1R               | –                | –                | lagere categorie | lagere categorie | lagere categorie | 0 / 2                | 1-2                  |                      |
| Tokio                                                   | –                | –                | –                | –                | –                | 3R               | W                | KF               | –                | –                | –                | –                | 1 / 3                | 10-2                 |                      |
| Wenen                                                   | –                | –                | –                | 1R               | –                | –                | –                | –                | –                | 2R               | –                | –                | 0 / 2                | 1-2                  |                      |
| Singapore                                               | geen toernooi    | geen toernooi    | –                | –                | HF               | 1R               | geen toernooi    | geen toernooi    | geen toernooi    | geen toernooi    | geen toernooi    | geen toernooi    | 0 / 2                | 3-2                  |                      |
| Stuttgart                                               | –                | –                | 2R               | –                | –                | –                | –                | –                | lagere categorie | lagere categorie | lagere categorie | lagere categorie | 0 / 1                | 1-1                  |                      |
| Winst-verlies                                           | 0-0              | 0-0              | 2-3              | 3-5              | 6-5              | 3-3              | 6-3              | 7-3              | 2-3              | 5-3              | 3-2              | 1-1              | 1 / 32               | 38-31                |                      |
| ATP World Series / ATP International Series             |                  |                  |                  |                  |                  |                  |                  |                  |                  |                  |                  |                  |                      |                      |                      |
| Adelaide                                                | –                | –                | –                | –                | –                | –                | –                | –                | 2R               | –                | –                | 1R               | 0 / 2                | 1-2                  |                      |
| Amsterdam                                               | –                | 1R               | 1R               | 1R               | –                | 1R               | –                | HF               | geen toernooi    | geen toernooi    | geen toernooi    | geen toernooi    | 0 / 5                | 3-5                  |                      |
| Auckland                                                | –                | –                | –                | 1R               | –                | W                | KF               | –                | 2R               | –                | 1R               | 1R               | 1 / 6                | 8-5                  |                      |
| Bogota                                                  | –                | –                | KF               | –                | –                | g.t.             | –                | –                | geen toernooi    | geen toernooi    | geen toernooi    | geen toernooi    | 0 / 1                | 2-1                  |                      |
| Bordeaux                                                | –                | 1R               | geen toernooi    | geen toernooi    | geen toernooi    | geen toernooi    | geen toernooi    | geen toernooi    | geen toernooi    | geen toernooi    | geen toernooi    | geen toernooi    | 0 / 1                | 0-1                  |                      |
| Boston                                                  | geen toernooi    | geen toernooi    | geen toernooi    | W                | KF               | HF               | geen toernooi    | geen toernooi    | geen toernooi    | geen toernooi    | geen toernooi    | geen toernooi    | 1 / 3                | 10-2                 |                      |
| Buenos Aires                                            | –                | 1R               | geen toernooi    | geen toernooi    | geen toernooi    | geen toernooi    | geen toernooi    | –                | –                | –                | –                | –                | 0 / 1                | 0-1                  |                      |
| Casablanca                                              | –                | HF               | –                | –                | 2R               | –                | –                | –                | –                | –                | –                | –                | 0 / 2                | 4-1                  |                      |
| Costa do Sauípe                                         | hogere categorie | hogere categorie | hogere categorie | hogere categorie | hogere categorie | hogere categorie | hogere categorie | –                | 2R               | W                | –                | –                | 1 / 2                | 6-1                  |                      |
| Doha                                                    | –                | –                | 1R               | 1R               | KF               | 1R               | KF               | 2R               | –                | –                | –                | –                | 0 / 6                | 5-6                  |                      |
| Dubai                                                   | –                | –                | –                | –                | –                | 1R               | 1R               | hogere categorie | hogere categorie | hogere categorie | hogere categorie | hogere categorie | 0 / 2                | 0-2                  |                      |
| Estoril                                                 | –                | –                | 1R               | –                | –                | –                | –                | –                | KF               | 1R               | –                | –                | 0 / 3                | 2-3                  |                      |
| Gstaad                                                  | –                | 1R               | –                | –                | –                | –                | –                | –                | –                | –                | –                | –                | 0 / 1                | 0-1                  |                      |
| Halle                                                   | –                | 2R               | 1R               | 1R               | 1R               | KF               | 1R               | 1R               | –                | –                | –                | –                | 0 / 7                | 3-7                  |                      |
| Hilversum                                               | 1R               | geen toernooi    | geen toernooi    | geen toernooi    | geen toernooi    | geen toernooi    | geen toernooi    | geen toernooi    | geen toernooi    | geen toernooi    | geen toernooi    | geen toernooi    | 0 / 1                | 0-1                  |                      |
| Hongkong                                                | –                | –                | –                | –                | –                | –                | 2R               | –                | –                | geen toernooi    | geen toernooi    | geen toernooi    | 0 / 1                | 1-1                  |                      |
| Indianapolis                                            | hogere categorie | hogere categorie | hogere categorie | hogere categorie | hogere categorie | hogere categorie | hogere categorie | hogere categorie | hogere categorie | HF               | 2R               | 1R               | 0 / 3                | 4-3                  |                      |
| Jakarta                                                 | –                | –                | W                | geen toernooi    | geen toernooi    | geen toernooi    | geen toernooi    | geen toernooi    | geen toernooi    | geen toernooi    | geen toernooi    | geen toernooi    | 1 / 1                | 5-0                  |                      |
| Kitzbühel                                               | –                | –                | 3R               | –                | –                | –                | hogere categorie | hogere categorie | hogere categorie | hogere categorie | hogere categorie | hogere categorie | 0 / 1                | 1-1                  |                      |
| Londen                                                  | –                | –                | –                | –                | –                | –                | –                | –                | HF               | 3R               | 3R               | –                | 0 / 3                | 4-3                  |                      |
| Los Angeles                                             | –                | –                | –                | –                | 1R               | –                | –                | 1R               | 1R               | 2R               | 2R               | –                | 0 / 5                | 2-5                  |                      |
| Lyon                                                    | –                | –                | –                | 1R               | –                | 2R               | –                | 1R               | –                | –                | –                | –                | 0 / 3                | 1-3                  |                      |
| Chennai                                                 | geen toernooi    | geen toernooi    | –                | –                | –                | 1R               | –                | –                | –                | –                | HF               | –                | 0 / 2                | 3-2                  |                      |
| Mallorca                                                | geen toernooi    | geen toernooi    | geen toernooi    | geen toernooi    | –                | –                | –                | –                | 1R               | geen toernooi    | geen toernooi    | geen toernooi    | 0 / 1                | 0-1                  |                      |
| Marseille                                               | –                | –                | 2R               | –                | 1R               | 1R               | –                | –                | –                | –                | –                | KF               | 0 / 4                | 3-4                  |                      |
| Milaan                                                  | –                | –                | –                | –                | geen toernooi    | geen toernooi    | geen toernooi    | 1R               | KF               | 1R               | –                | 2R               | 0 / 4                | 3-4                  |                      |
| Montevideo                                              | –                | 1R               | geen toernooi    | geen toernooi    | geen toernooi    | geen toernooi    | geen toernooi    | geen toernooi    | geen toernooi    | geen toernooi    | geen toernooi    | geen toernooi    | 0 / 1                | 0-1                  |                      |
| Moskou                                                  | –                | –                | KF               | 1R               | 2R               | –                | –                | –                | F                | 1R               | –                | –                | 0 / 5                | 7-5                  |                      |
| München                                                 | –                | KF               | –                | –                | –                | –                | –                | 2R               | –                | KF               | –                | 2R               | 0 / 4                | 6-4                  |                      |
| Ostrava                                                 | –                | –                | –                | –                | 1R               | geen toernooi    | geen toernooi    | geen toernooi    | geen toernooi    | geen toernooi    | geen toernooi    | geen toernooi    | 0 / 1                | 0-1                  |                      |
| Palermo                                                 | –                | KF               | –                | –                | –                | –                | –                | –                | –                | –                | –                | –                | 0 / 1                | 2-1                  |                      |
| Praag                                                   | –                | –                | –                | –                | 1R               | –                | geen toernooi    | geen toernooi    | geen toernooi    | geen toernooi    | geen toernooi    | geen toernooi    | 0 / 1                | 0-1                  |                      |
| Peking                                                  | –                | –                | KF               | –                | geen toernooi    | geen toernooi    | geen toernooi    | geen toernooi    | geen toernooi    | geen toernooi    | –                | –                | 0 / 1                | 2-1                  |                      |
| Rosmalen                                                | 2R               | 1R               | 2R               | KF               | KF               | 2R               | 2R               | KF               | W                | W                | 1R               | 2R               | 2 / 12               | 21-10                |                      |
| Rotterdam                                               | –                | KF               | –                | –                | –                | hogere categorie | hogere categorie | hogere categorie | hogere categorie | hogere categorie | hogere categorie | hogere categorie | 0 / 1                | 2-1                  |                      |
| San José                                                | –                | –                | –                | –                | –                | –                | –                | 1R               | –                | –                | –                | –                | 0 / 1                | 0-1                  |                      |
| Sankt Pölten                                            | –                | –                | –                | KF               | KF               | 1R               | 2R               | –                | –                | –                | –                | 2R               | 0 / 5                | 6-5                  |                      |
| Santiago                                                | –                | KF               | –                | –                | –                | g.t.             | –                | geen toernooi    | geen toernooi    | geen toernooi    | geen toernooi    | geen toernooi    | 0 / 1                | 2-1                  |                      |
| Scottsdale                                              | –                | –                | 1R               | –                | HF               | 1R               | 1R               | 1R               | 1R               | –                | –                | –                | 0 / 6                | 3-6                  |                      |
| Shanghai                                                | geen toernooi    | geen toernooi    | –                | –                | 1R               | 1R               | F                | –                | g.t.             | –                | –                | g.t.             | 0 / 3                | 4-3                  |                      |
| Singapore                                               | geen toernooi    | geen toernooi    | 2R               | –                | h.c.             | h.c.             | geen toernooi    | geen toernooi    | geen toernooi    | geen toernooi    | geen toernooi    | geen toernooi    | 0 / 1                | 1-1                  |                      |
| Sint-Petersburg                                         | –                | –                | –                | –                | –                | –                | 2R               | –                | –                | –                | –                | –                | 0 / 1                | 1-1                  |                      |
| Stockholm                                               | –                | –                | –                | –                | –                | –                | KF               | W                | 1R               | 1R               | –                | –                | 1 / 4                | 7-3                  |                      |
| Sydney                                                  | –                | –                | –                | –                | 1R               | –                | –                | –                | –                | –                | –                | –                | 0 / 1                | 0-1                  |                      |
| Tasjkent                                                | geen toernooi    | geen toernooi    | geen toernooi    | –                | 2R               | –                | –                | KF               | –                | geen toernooi    | geen toernooi    | geen toernooi    | 0 / 2                | 3-2                  |                      |
| Toulouse                                                | –                | –                | 1R               | 1R               | –                | –                | –                | geen toernooi    | geen toernooi    | geen toernooi    | geen toernooi    | geen toernooi    | 0 / 2                | 0-2                  |                      |
| Valencia                                                | g.t.             | W                | geen toernooi    | geen toernooi    | geen toernooi    | geen toernooi    | geen toernooi    | geen toernooi    | geen toernooi    | –                | –                | –                | 1 / 1                | 5-0                  |                      |
| Washington                                              | hogere categorie | hogere categorie | hogere categorie | hogere categorie | hogere categorie | hogere categorie | hogere categorie | hogere categorie | hogere categorie | –                | 1R               | –                | 0 / 1                | 0-1                  |                      |
| Winst-verlies                                           | 1-2              | 17-12            | 14-13            | 9-9              | 14-14            | 12-12            | 14-11            | 14-11            | 19-11            | 16-8             | 5-7              | 6-8              | 8 / 127              | 142-119              |                      |
| Davis Cup                                               |                  |                  |                  |                  |                  |                  |                  |                  |                  |                  |                  |                  |                      |                      |                      |
| Davis Cup                                               | –                | –                | 1-0              | 0-2              | 1-2              | 1-1              | 2-2              | 2-1              | 1-2              | 3-1              | 2-1              | 2-0              | 0 / 10               | 15-12                |                      |
| World Team Cup                                          |                  |                  |                  |                  |                  |                  |                  |                  |                  |                  |                  |                  |                      |                      |                      |
| World Team Cup                                          | –                | –                | –                | –                | –                | –                | –                | –                | –                | –                | 0-2              | –                | 0 / 1                | 0-2                  |                      |
| Carrière statistieken                                   |                  |                  |                  |                  |                  |                  |                  |                  |                  |                  |                  |                  |                      |                      |                      |
| ATP-toernooien gespeeld                                 | 2                | 15               | 28               | 27               | 31               | 28               | 28               | 29               | 29               | 25               | 20               | 11               | Carrière totaal: 273 | Carrière totaal: 273 | Carrière totaal: 273 |
| ATP finales                                             | 0                | 1                | 1                | 1                | 0                | 1                | 2                | 2                | 2                | 2                | 0                | 0                | Carrière totaal: 12  | Carrière totaal: 12  | Carrière totaal: 12  |
| ATP-toernooien gewonnen                                 | 0                | 1                | 1                | 1                | 0                | 1                | 1                | 1                | 1                | 2                | 0                | 0                | Carrière totaal: 9   | Carrière totaal: 9   | Carrière totaal: 9   |
| Statistieken per ondergrond                             |                  |                  |                  |                  |                  |                  |                  |                  |                  |                  |                  |                  |                      |                      |                      |
| Hardcourt Gewonnen-Verloren                             | 0–0              | 0-2              | 11-10            | 11-13            | 11-15            | 17-16            | 28-17            | 20-15            | 11-16            | 26-12            | 11-12            | 5-6              | 6 / 142              | 151-134              |                      |
| Gravel Gewonnen-Verloren                                | 0-1              | 14-8             | 10-10            | 3-6              | 5-9              | 4-6              | 5-7              | 8-6              | 5-6              | 6-5              | 3-6              | 2-2              | 1 / 71               | 65-72                |                      |
| Gras Gewonnen-Verloren                                  | 1-1              | 1-3              | 1-3              | 2-3              | 2-3              | 5-3              | 3-3              | 4-3              | 12-2             | 9-2              | 5-3              | 1-1              | 2 / 32               | 46-30                |                      |
| Tapijt Gewonnen-Verloren                                | 0-0              | 2–1              | 5-3              | 0-5              | 5-4              | 3-2              | 1-1              | 5-4              | 8-5              | 1-4              | 0-0              | 1-1              | 0 / 28               | 31-30                |                      |
| Totaal Gewonnen-Verloren                                | 1-2              | 17-14            | 27-26            | 16-27            | 23-31            | 29–27            | 37-28            | 37–28            | 37-29            | 41-23            | 19–21            | 9-10             | 9 / 273              | 293-266              |                      |
| Eindejaarsranking                                       | 187              | 54               | 65               | 60               | 67               | 45               | 22               | 26               | 20               | 18               | 57               | 230              | $ 5.192.798          | $ 5.192.798          | $ 5.192.798          |

### Prestatietabel grand slam, dubbelspel
| Toernooi        | 1996 | 1997 | 1998 | 1999 | 2000 | 2001 | 2002 | 2003 |
| --------------- | ---- | ---- | ---- | ---- | ---- | ---- | ---- | ---- |
| Australian Open | –    | 1R   | –    | –    | –    | –    | 3R   | 2R   |
| Roland Garros   | 2R   | 1R   | –    | –    | –    | 2R   | 1R   | 1R   |
| Wimbledon       | 2R   | –    | –    | 2R   | –    | KF   | 3R   | –    |
| US Open         | KF   | 1R   | –    | 1R   | –    | HF   | 2R   | –    |

## Trivia
- Op 16 januari 1999 won Schalken de titel in Auckland, precies drie jaar eerder stierf zijn broer Tuur aan kanker.[2]